# آرارات سارگیسیان
آرارات وانیکی سارگیسیان (ارمنی: Արարատ Վանիկի Սարգսյան؛ زادهٔ ۲۰ اکتبر ۱۹۵۶) نقاش اهل ارمنستان است.

## زندگی‌نامه
در ۲۰ اکتبر ۱۹۵۶ در لنیناکان به دنیا آمد و در سال ۱۹۷۱ از کالج دولتی هنرهای زیبای پانوس ترلمزیان فارغ‌التحصیل شد. وی همچنین برندهٔ جوایزی همچون جایزه ملی واهاگن (۲۰۰۲) شده‌است. وی هم‌اکنون در ایروان زندگی می‌کند. وی عضو فرهنگستان علوم طبیعی و انجمن بین‌المللی هنر اروپا می‌باشد. وی برادر آرتور سارگسیان، نقاش و پدر آرشاک سارگسیان، هنرمند تمثیلی و مجسمه‌ساز می‌باشد.

## نمایشگاه‌های انفرادی
- ایروان (۱۹۹۴, ۲۰۰۲)
- نیکوزیا (۲۰۰۰)
- شیکاگو (۲۰۰۰, ۲۰۰۲)